# Кирило (митрополит Київський, 1039—1051)
Кирило — гіпотетичний митрополит Київський, якого деякі джерела згадують як предстоятеля Київської митрополії між 1039 і 1051 роками. Його реальне існування не підтверджено сучасною наукою, а сам персонаж вважається пізнішою історіографічною помилкою.

## Історичний контекст
Після хрещення Русі у 988 році київські митрополити призначалися Константинопольським патріархом. У 1039 році джерела згадують митрополита Феопемпта, а в 1051 році — першого русина на митрополичому престолі, Іларіона. Саме між цими двома фігурами у XIX столітті було висунуто гіпотезу про існування ще одного митрополита — Кирила.